# Бетл Граунд (Вашингтон)
Бетл Граунд (енгл. Battle Ground) град је у америчкој савезној држави Вашингтон. По попису становништва из 2010. у њему је живело 17.571 становника.

## Демографија
Према попису становништва из 2010. у граду је живело 17.571 становника, што је 8.275 (89,0%) становника више него 2000. године.
| Група             | 2000.         | 2010.          |
| Белци             | 8.538 (91,8%) | 15.239 (86,7%) |
| Афроамериканци    | 46 (0,5%)     | 138 (0,8%)     |
| Азијати           | 67 (0,7%)     | 330 (1,9%)     |
| Хиспаноамериканци | 385 (4,1%)    | 1.150 (6,5%)   |
| Укупно            | 9.296         | 17.571         |